# Radiochemotherapie
Die Radiochemotherapie (RCT) ist eine Kombination aus Strahlentherapie (z. B. mit Gamma-Strahlung) und Chemotherapie (Gabe von Zytostatika) zur Behandlung von bösartigen Tumoren, die oft wirksamer ist als eine alleinige Strahlen- beziehungsweise Chemotherapie.

## Simultane RCT
Bei der simultanen RCT finden beide Behandlungen parallel statt. Die zeitliche Kombination muss nach einem festen Schema erfolgen. In der Regel erhält der Patient die Bestrahlung 30 Minuten nach Verabreichung der Zytostatika. Die Behandlungsintervalle entsprechen dabei in der Regel denen der alleinigen Strahlentherapie (konventionelle Fraktionierung: eine Bestrahlung täglich mit 2 Gy).

## Formen der RCT
- definitive RCT: Der Tumor wird ausschließlich durch RCT behandelt, eine Operation erfolgt nicht. Anwendungsgebiete sind Karzinome von Anus, Rektum, Speiseröhre, Gebärmutterhals, Lunge (kleinzelliges Bronchial-CA), Harnblase (im Gegensatz zur Operation kann so die Harnblase erhalten werden) und inoperable Kopf-Hals-Tumoren.

- adjuvante RCT: Erst wird der Tumor operativ entfernt, dann erfolgt eine Nachbehandlung (Rezidivprophylaxe oder Entfernung von Tumorresten) per RCT. Anwendungsgebiete sind Karzinome von Rektum, Gebärmutterhals, Brust (brusterhaltende Therapie), einige Hirntumoren, Kopf-Hals-Tumoren.

- neoadjuvante RCT: Der Tumor wird durch eine RCT vorbehandelt (verkleinert) und danach operativ entfernt. Anwendungsgebiete sind: Karzinome von Speiseröhre, Rektum und das nicht-kleinzelliges Bronchial-CA.

## Kontraindikationen
Eine alleinige Strahlentherapie erfolgt hingegen beim Prostatakarzinom und bei Lymphomen. Außerdem wird bei älteren Patienten und Patienten in einem schlechten Allgemeinzustand auf die Chemotherapie verzichtet, da die Nebenwirkungen durch die Chemotherapie nicht vertretbar sind.

## Zytostatika in der RCT
In Kombination mit der Strahlentherapie werden heute je nach Tumortyp z. B. Cisplatin, 5-Fluoruracil, Mitomycin C und Temozolomid verwendet.